# Kohlruss
Kohlruss Karosseriewerke was een Oostenrijks carrosseriebedrijf in Wenen in dat personenautomodellen vervaardigde door carrosserieën van de Steyr 50 of Steyr 55 Baby te bouwen op KdF/Volkswagen-chassis. Het bedrijf bestond van 1945-1955. Het bedrijf had twee vestigingen in Wenen en een in Salzburg.

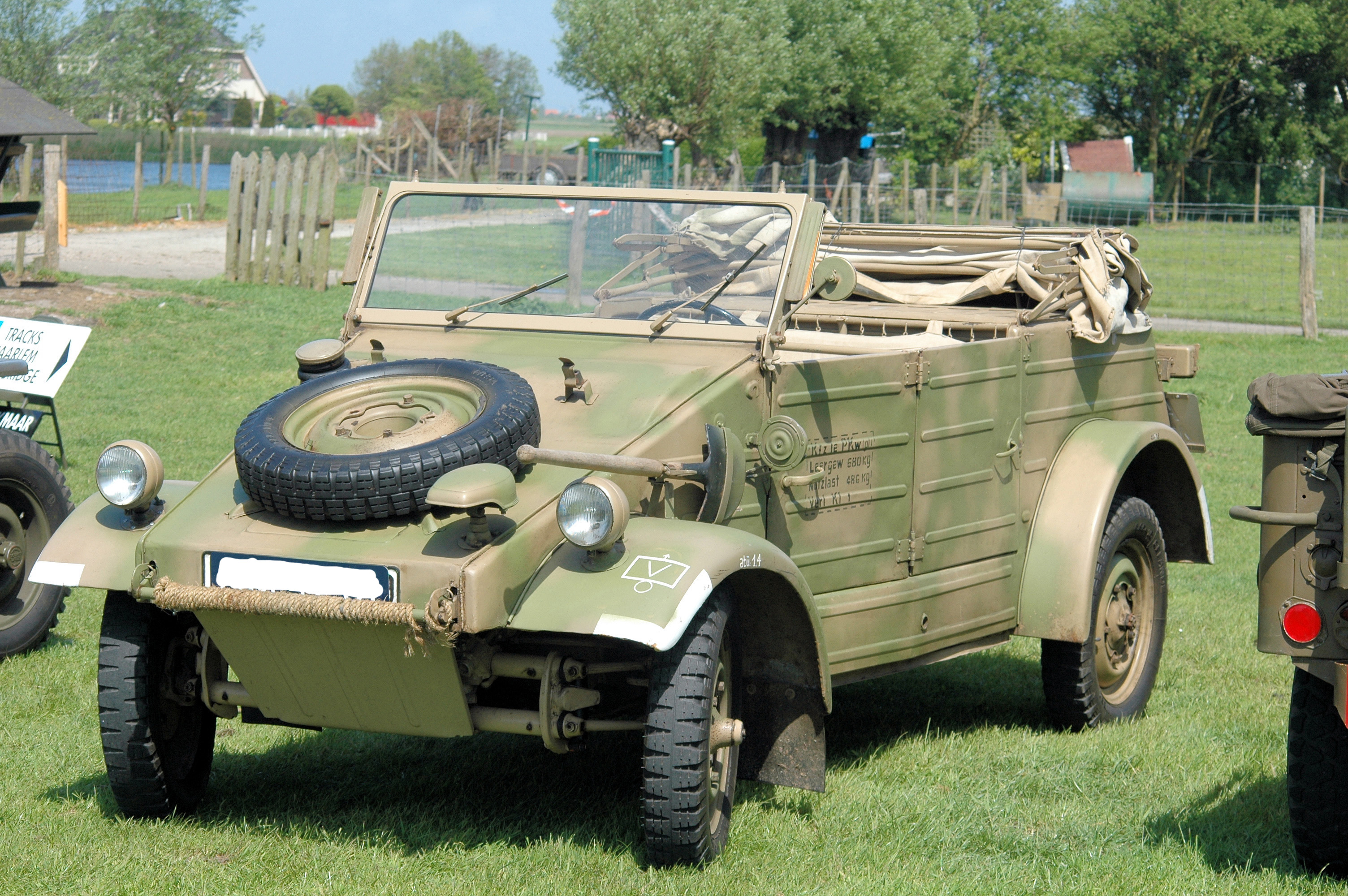
Gerestaureerde Kübelwagen VW type 82 uit 1943

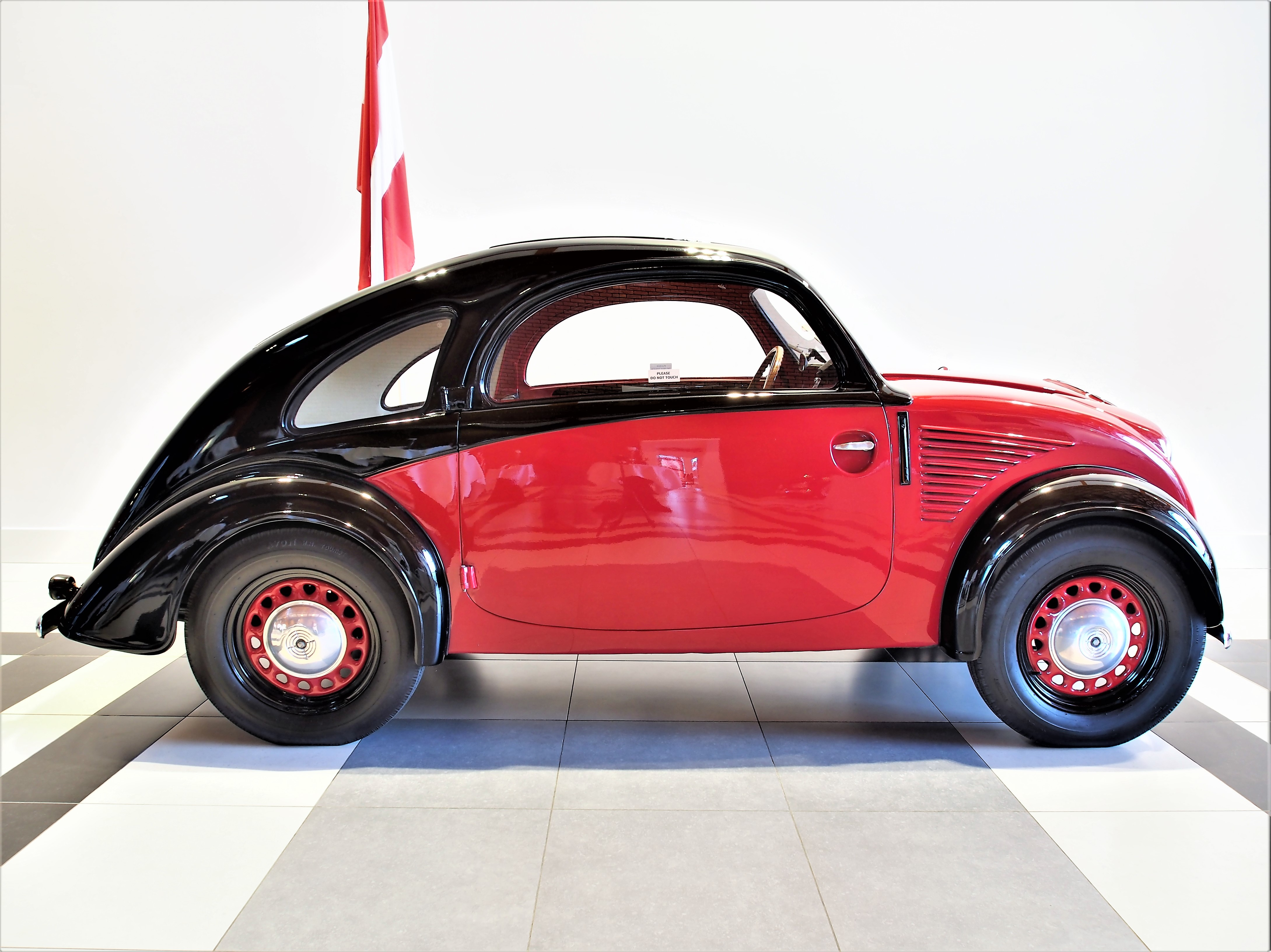
Steyr 55 Baby uit 1939

## Geschiedenis
Doordat direct na beëindiging van de Tweede Wereldoorlog veel vraag was naar mobiliteit en er voldoende achtergelaten Duitse militaire voertuigen waren, konden deze worden gebruikt. De bevolking had echter geen belangstelling voor de Spartaanse militaire uitvoeringen van de KdF-Kübelwagens (VW type 82), waardoor carrosseriebouwer Hans Kohlruss de oplossing vond door op het chassis van deze Kübelwagens een carrosserie te plaatsen van het type 50 of 55 Baby van de Oostenrijkse autobouwer Steyr. Deze had de productie in 1940 gestaakt, maar er waren nog veel carrosserieën voorhanden van Steyrs met een defecte motor of transmissie; er waren gezamenlijk rond 13.000 van deze typen gebouwd. Doordat de maten van het chassis en de carrosserie vrijwel overeenkwamen, kon hij er een auto van bouwen. Het enige probleem, waarvoor hij werd gesteld was dat de Kdf-wagen de motor achter had en de Steyr die voor had. Hiertoe moest de achterkant van de carrosserie aangepast worden met extra ventilatieopeningen en kon de voorkant als bagageruimte worden gebruikt, net als bij de in 1947 voor het publiek reeds op de markt gebracht VW-Kever. Doordat bij de bouw de KdF-chassis opraakten, en ook niet meer alle carrosseriedelen van de Steyr voorhanden waren, ging Kohlruss gebruik maken van de VW-Kever chassis en ook delen van de opbouw, zoals de spatborden en de bagageklep, waardoor het model meer op een VW-Kever leek. Ook werden aangeboden destijds luxueuze opties, zoals een stalen schuifdak, autoradio, achteruitkijkspiegels met binnenverlichting enz. De wagens werden met de hand vervaardigd en weken door de wensen van de kopers van elkaar af, zodat ieder exemplaar uniek was. Dit alles maakte van de Kohlruss een luxueuzere wagen dan de Kever van Volkswagen en was daardoor ook aanzienlijk duurder.
Bij leken op het gebied van autokennis brengt het nogal eens verwarring teweeg, wanneer op een bijeenkomst of ergens op straat een van de twee nog overgebleven Kohlruss-Kevers worden aangetroffen.
Ook vervaardigde het bedrijf op basis van de eerste Volkswagenbusjes (VW Typ 2 T1), eigen personenwagenuitvoeringen met aan de rechterzijkant de reeds aanwezige dubbele zijdeur en daarachter een grote schuifruit, twee grote schuifruiten aan de linkerzijkant en rondom panoramaramen boven de daklijn, zoals VW pas vanaf 1951 met de Samba-uitvoering uitbracht. Deze wagens waren geliefd bij de Oostenrijkse hotels en reisagentschappen voor uitstapjes en toeristische rondritten door de Alpen. Volkswagen maakte destijds reclame door in reclametekeningen voor te stellen dat de Samba gebruikt kon worden voor toeristische tochten door de Alpen. 
Onbekend is, hoeveel Kohlruss-'Kevers' er zijn gebouwd. Hiervan zijn voor zover bekend nog enkele exemplaren bewaard gebleven en gerestaureerd, waarvan één met een Steyr-carrosserie en één met deels Volkswagen delen is opgebouwd.
Van de busjes zouden rond de 300 zijn gebouwd. Van dit type is bekend dat slechts een exemplaar is overgebleven en gerestaureerd, en dat als camper dienstdoet.